# Jablanovo
Jablanovo (Bulgaars: Ябланово) is een dorp in Bulgarije. Het is gelegen in de gemeente Kotel, oblast  Sliven en telt op 31 december 2018 zo’n 2.886 inwoners. Het dorp ligt in het oostelijke Balkangebergte, 27 km ten noordoosten van Kotel, 31 km ten zuidoosten van Omoertag en 68 km van Sjoemen. De Bulgaarse hoofdstad Sofia ligt op 260 km afstand.

## Geschiedenis
Het dorp werd voor het eerst genoemd in een document uit 1573 en tot 1934 heette het  Alvanlar .

## Bevolking
Op 31 december 2018 telde het dorp Jablanovo 2.886 inwoners. De inwoners zijn overwegend islamitisch, vooral van sjiitische strekking. De alevitische inwoners van Bulgarije worden ook wel Alianen genoemd. 
| Jaar            | 1934  | 1946  | 1956  | 1965  | 1975  | 1985  | 1992  | 2001  | 2011  | 2018  |
| Aantal inwoners | 1.803 | 2.191 | 2.113 | 3.006 | 3.325 | 3.835 | 3.047 | 2.893 | 3.030 | 2.886 |

De bevolking bestaat nagenoeg uitsluitend uit Bulgaarse Turken (98,3%).  In het begin van de 20e eeuw trokken Bulgaren uit de regio Kjoestendil naar het dorp, maar later verhuisden de meeste van hen naar de stad Kotel. Op 1 februari 2011 woonden er slechts 34 etnische Bulgaren, hetgeen zo’n 1,2% van de bevolking vormt.